# Девская и Хунедоарская епархия
Девская и Хунедоарская епархия (рум. Episcopia Devei și Hunedoarei) — епархия Румынской православной церкви с центром в городе Дева. Входит в состав Трансильванской митрополии. Объединяет приходы и монастыри жудеца Хунедоара.
Правящий архиерей — епископ Нестор (Динкулянэ).

## История
Епархия создана решением Священного Синода Румынской православной церкви от 18-19 июня 2009 года путём выделения из состава Арадской епархии жудеца Хунедоара. Первоначально епархия входила в состав Банатской митрополии.
Епархиальное собрание Девской и Хунедоарской епархии разработало на своём заседании 19 января 2012 года протокол, в котором потребовало возвращения под каноническую юрисдикцию Транссильванской митрополии. 23 января 2012 года Синод Банатской митрополии в Тимишоаре и одобрил ходатайство о Епархиального собрания собрании Девской и Хунедоарской епархии. Заявление было направлено Священному Синоду Румынской православной церкви, который на своем заседании 16-17 февраля 2012 года приняла к сведению желание духовенства и верующих Девской и Хунедоарской епархии и одобрил переход этой епархии в юрисдикцию Транссильванской митрополии.

## Благочиния
На 2019 год приходы епархии объединены в пять протопопий (благочиний):
- Брад — 47 приходов[8]
- Дева — 84 прихода[9]
- Хацег — 42 прихода[10]
- Орэштие — 49 приходов[11]
- Петрошани — 33 прихода[12]

## Монастыри
На 2019 год в епархии насчитывается 6 монастырей и 13 скитов. Монастыри:
- Монастырь Святого Евангелиста Иоанна (Прислоп) — женский
- Монастырь Рождества Пресвятой Богородицы (Кришан) — мужской
- Монастырь Святой Троицы (Кришчор) — женский
- Монастырь Рождества Пресвятой Богородицы (Мэгурени) — женский
- Монастырь Успения Пресвятой Богородицы (Гроапа-Сякэ) — женский
- Монастырь Преображения Господня (Мэгура) — женский

## Епархиальные архиереи
- Гурий (Джорджу) (29 ноября 2009 — 21 октября 2021)
- Нестор (Динкулянэ) (с 15 декабря 2021)

### Викарии
- Нестор (Динкулянэ), епископ Хунедоарский (7 марта 2021 — 15 декабря 2021)
- Даниил (Стоенеску), епископ Денсушский (17 февраля 2022 — 9 февраля 2023)
- Геронтий (Чюпе), епископ Хунедоарский (с 19 февраля 2023)